# Linda Clifford
Linda Clifford (ur. 14 czerwca 1948 w Nowym Jorku) – amerykańska piosenkarka disco, R&B i soul oraz aktorka.

## Kariera
Urodziła się na nowojorskim Brooklynie. W 1966 roku zdobyła tytuł Miss Stanu Nowy Jork i występowała w zespole jazzowym. Pracowała jako aktorka i zagrała małe role w takich filmach jak Dusiciel z Bostonu, Blef Coogana i Słodka Charity. Na przełomie lat 60. i 70. zaczęła ponownie śpiewać i założyła własną grupę. W 1973 roku podpisała kontrakt z Paramount Records i wydała pierwszy singel "(It's Gonna Be) A Long Long Winter", który okazał się średnim sukcesem. W połowie lat 70. włączyła się do wytwórni Curtom Records Curtisa Mayfielda. W 1977 roku zadebiutowała albumem Linda, jednak to jej druga płyta, zatytułowana If My Friends Could See Me Now, przyniosła jej rozgłos. Tytułowa piosenka, będąca dyskotekową adaptacją utworu z broadwayowskiej sztuki Sweet Charity, stała się hitem na amerykańskich listach przebojów. Dotarła m.in. do 1. miejsca na liście tanecznej Billboardu. Popularnością cieszyło się także nagranie "Runaway Love".
W 1979 roku ukazały się dwie płyty Clifford: Let Me Be Your Woman (z coverem "Bridge over Troubled Water" Simon & Garfunkel w wersji disco) i Here's My Love. Jej przebój "Red Light" pojawił się na ścieżce dźwiękowej w 1980 roku. W 1980 roku wydała dwa ostatnie albumy dla Curtom Records: The Right Combination, nagrany wspólnie z Curtisem Mayfieldem, oraz I'm Yours, zawierający przebój "Red Light" z filmu Sława. Jej ostatnim albumem studyjnym pozostaje My Heart's on Fire z roku 1985.
Linda Clifford jest czynną działaczką ruchu na rzecz osób LGBT. Jest uznawana za królową gejowskiego disco razem z takimi gwiazdami jak Donna Summer, Grace Jones czy Amanda Lear.

## Dyskografia
- 1977: Linda
- 1978: If My Friends Could See Me Now
- 1979: Let Me Be Your Woman
- 1979: Here's My Love
- 1980: The Right Combination (z Curtisem Mayfieldem)
- 1980: I'm Yours
- 1982: I'll Keep on Loving You
- 1984: Sneakin' Out
- 1985: My Heart's on Fire